# Samsung Galaxy S III Mini
O Samsung Galaxy S III Mini (estilizado como Samsung GALAXY S III mini, número do modelo: GT-I8190) é um smartphone do tamanho de uma ardósia baseado em tela sensível ao toque projetado e fabricado pela Samsung. Foi anunciado em outubro de 2012 e lançado em novembro de 2012. As especificações tecnológicas do Galaxy S III Mini incluem uma tela Super AMOLED de 4 polegadas, um processador dual-core rodando a 1 GHz com 1 GB de RAM, uma câmera traseira de 5 megapixels, e uma câmera VGA frontal para videochamadas ou selfies.
Samsung Galaxy S III Mini é uma versão menor do Samsung Galaxy S III e contém muitos dos mesmos recursos. No entanto, falta-lhe uma câmera traseira de 8 megapixels, tela maior de 4,8 polegadas e tela Gorilla Glass. Este dispositivo tem uma classificação de resistência de 42 horas. O dispositivo inicialmente rodava Android 4.1 (Jelly Bean), mas agora foi atualizado para 4.1.2. Outros recursos incluem TouchWiz Skin da Samsung, mensagens instantâneas ChatON, alerta inteligente, Buddy Photo Share, Pop-Up Play, S Suggest, S Voice, Smart Stay, Video Hub, Game Hub 2.0 e a tecnologia S Beam (S Beam disponível apenas em edição especial NFC, GT-I8190N). A bateria deste dispositivo varia de acordo com as diferentes operadoras e terá uma bateria de 3 pinos, que é amplamente utilizada e vendida, ou uma bateria de 4 pinos.

## Outras variantes
Uma versão alternativa 'atualizada' do Galaxy S III Mini (SM-G730A) está disponível na operadora americana AT&T, que possui um processador diferente (Qualcomm 1,2 GHz dual-core Snapdragon 400), NFC, bateria de 2.000 mAh e velocidades de dados 4G LTE , entre outras diferenças. Ele mantém a mesma tela Super AMOLED de 4 polegadas (800 × 480 pixels) do Galaxy S III Mini 'internacional' original. Em 6 de junho de 2014, o site da AT&T mostra esta versão do telefone com Android 4.4 KitKat instalado.
Em março de 2014, outra variante deste aparelho (GT-I8200) foi lançada em alguns países, sendo o modelo GT-I8200N com NFC e o modelo GT-I8200L na América Latina. Esta variante apresenta um SoC diferente (Marvell PXA986, dual-core) com clock de 1,2 GHz, com a GPU Vivante GC1000, essas especificações também foram usadas no Galaxy Tab 3 7.0. As variantes GT-I8200/N/L são fornecidas com Android 4.2.2 Jelly Bean pronto para uso, ao contrário da variante GT-I8190 mais antiga, que foi fornecida com 4.1.1.

## Sucessor
O sucessor do Galaxy S III Mini é o Galaxy S4 Mini. Foi anunciado em 30 de maio de 2013 e posteriormente lançado em julho de 2013.